# Psiloderces djojosudharmoi
Psiloderces djojosudharmoi là một loài nhện trong họ Ochyroceratidae. Loài này phân bố ở Sumatra.